# Mora (kommunhuvudort)
Mora är en kommunhuvudort i Spanien.   Den ligger i provinsen Toledo och regionen Kastilien-La Mancha, i den centrala delen av landet, 80 km söder om huvudstaden Madrid. Mora ligger 722 meter över havet och antalet invånare är 10 554.
Terrängen runt Mora är platt åt nordväst, men åt sydost är den kuperad. Runt Mora är det ganska tätbefolkat, med 56 invånare per kvadratkilometer. Närmaste större samhälle är Sonseca, 17,2 km väster om Mora. Omgivningarna runt Mora är i huvudsak ett öppet busklandskap.